# Теривил (Њујорк)
Теривил (енгл. Terryville) насељено је место без административног статуса у америчкој савезној држави Њујорк.

## Демографија
По попису из 2010. године број становника је 11.849, што је 1.26 (11,9%) становника више него 2000. године.
| Група             | 2000.         | 2010.         |
| Белци             | 9.064 (85,6%) | 9.236 (77,9%) |
| Афроамериканци    | 172 (1,6%)    | 310 (2,6%)    |
| Азијати           | 242 (2,3%)    | 381 (3,2%)    |
| Хиспаноамериканци | 1.007 (9,5%)  | 1.831 (15,5%) |
| Укупно            | 10.589        | 11.849        |